# Nuevo México (Panama)
Nuevo México, italianizzato Nuovo Messico; è un comune (corregimiento) della Repubblica di Panama situato nel distretto di Alanje, provincia di Chiriquí. Si estende su una superficie di 72,6 km² e conta una popolazione di 2.101 abitanti (censimento 2010).